# Čižina
Čižina (občas Čížina, německy Cziczina) je pravostranný přítok řeky Opavy v okresech Bruntál a Opava v Moravskoslezském kraji. Délka toku činí 23,5 km. Plocha povodí měří 102,5 km².

## Průběh toku
Říčka pramení jihozápadně od Horního Benešova v nadmořské výšce 630 m. Na horním a středním toku teče převážně severovýchodním směrem. Protéká Horním Benešovem a Lichnovem. U osady Pocheň, kde se nachází zřícenina hradu Vartnov, napájí říčka vodní nádrž Pocheň. Odtud její tok směřuje na východ k obci Brumovice, u níž se vlévá v nadmořské výšce 280 m do řeky Opavy.

### Větší přítoky
- levé – Sitina, Tetřevský potok, Lichnovský potok
- pravé – Hořina

## Vodní režim
Průměrný průtok u ústí činí 0,45 m³/s.